# Mogoplistidae
Mogoplistidae is een familie van geschubde krekels binnen de superfamilie Grylloidea. Beschouwd als monofyletisch, een zustertaxon van de Gryllidae-krekels. Deze familie bestaat uit 30 geslachten en 364 beschreven soorten wereldwijd.

## Taxonomie

### Malgasiinae
- Malgasia Uvarov, 1940

### Mogoplistinae
Geslachtengroep Arachnocephalini Gorochov 1984
- Arachnocephalus Costa, 1855
- Cycloptiloides Sjöstedt, 1909
- Cycloptilum Scudder, 1869
- Discophallus Gorochov, 2009
- Ornebius Guérin-Méneville, 1844
- †Pseudarachnocephalus Gorochov, 2010
- Pseudomogoplistes Gorochov, 1984

Geslachtengroep Mogoplistini Brunner von Wattenwyl 1873
- Biama Otte & Alexander, 1983
- Collendina Otte & Alexander, 1983
- Derectaotus Chopard, 1936
- Ectatoderus Guérin-Méneville, 1847
- Eucycloptilum Chopard, 1935
- Gotvendia Bolívar, 1927
- Hoplosphyrum Rehn & Hebard, 1912
- Kalyra Otte & Alexander, 1983
- Kiah Otte & Alexander, 1983
- Marinna Otte & Alexander, 1983
- Microgryllus Philippi, 1863
- Micrornebius Chopard, 1969
- Mogoplistes Serville, 1838
- Musgravia Otte, 1994
- Oligacanthopus Rehn & Hebard, 1912
- Pachyornebius Chopard, 1969
- Paramogoplistes Gorochov, 1984
- Pongah Otte & Alexander, 1983
- Talia Otte & Alexander, 1983
- Tubarama Yamasaki, 1985
- Yarabina Otte, 1994

Ongeplaatst
- Apterornebius Ingrisch, 2006
- Terraplistes Ingrisch, 2006

### †Protomogoplistinae
- †Protomogoplistes Gorochov, 2010